# Degema
Degema è una città della Repubblica Federale della Nigeria appartenente allo stato di Rivers.
È il capoluogo dell'omonima area a governo locale (local government area) che conta una popolazione di 249.773 abitanti.